# Yoni Palmier
Pour les articles homonymes, voir Palmier (homonymie).
Yoni Palmier, surnommé « le tueur de l'Essonne », né le 24 décembre 1978 à Montmorency (Val-d'Oise), est un tueur en série français.
Il a été condamné le 16 avril 2015 à la peine la plus lourde du code pénal français pour une série de quatre assassinats s'étant produits de novembre 2011 à avril 2012 dans un périmètre de cinq kilomètres dans le nord-est du département de l'Essonne.

## Biographie

### Avant les assassinats
Yoni Palmier est né le 24 décembre 1978 à Montmorency.
Jusqu'en 2005, Yoni Palmier vit avec sa mère, dans une barre de sept étages, à Ris-Orangis. Il est condamné à six reprises. En 2004, il est condamné à sa peine la plus lourde, soit huit mois de prison ferme pour violences aggravées sur sa mère et son père, attaqués à coups de cutter, et port d'arme prohibé,.

### Assassinats
Le 27 novembre 2011, Nathalie Davids, technicienne de laboratoire à l'hôpital de La Pitié-Salpêtrière de trente-cinq ans, est retrouvée en sang dans le parking de sa résidence, située 4 rue Pasteur à Juvisy-sur-Orge. C'est son voisin qui la retrouve et prévient les secours. Elle décède quelques heures plus tard à l'hôpital. Son meurtrier s'est acharné sur elle : Nathalie Davids a reçu sept balles dans le corps, dont une à la tête. Une semaine plus tard, son ancien compagnon, Michel Courtois, est interpellé. Il reconnaît les faits, avant finalement de se rétracter, dénonçant le comportement des policiers qui lui auraient extorqué ses aveux. Il a été mis en examen et placé sept mois en détention provisoire à la maison d'arrêt de Fleury-Mérogis, jusqu'au 11 juin 2012, deux mois après l'arrestation du principal suspect Yoni Palmier, mais il reste en examen, interdit de séjourner en Essonne et de quitter la France.
Le 22 février 2012, c'est au tour de Jean-Yves Bonnerue, un cadre technique de cinquante-deux ans, d'être abattu dans ce même parking. Il a reçu une balle dans la tête, de dos, alors qu'il était en train de débarrasser le coffre de sa voiture. Les deux victimes étaient voisins et appartenaient au même conseil syndical de copropriété. Ils se connaissaient. Selon les enquêteurs, avant d'être assassiné, il aurait donné des indications aux policiers pour qu'ils retrouvent la trace de Michel Courtois, l'ancien compagnon de Nathalie.
Le 17 mars 2012, Marcel Brunetto, un retraité de banque de quatre-vingt-un ans, est tué d'une balle dans la nuque dans le hall de son immeuble situé au 48 rue Pierre-Brossolette, à Ris-Orangis.
Le 5 avril 2012, c'est au tour de Nadjia Lahsene, quarante-huit ans, d'être tuée alors qu'elle pénètre dans le hall de son immeuble situé au 1 rue Ravin, à Grigny. Le tueur lui tire trois balles dans la tête. Cette femme, d'origine algérienne, vivait seule avec son fils de dix-huit ans depuis le décès de son compagnon. Elle travaillait à l'aéroport Paris-Orly.

### L'enquête
À chaque fois, l'arme du crime est la même : il s'agit d'un pistolet semi-automatique de calibre 7,65 mm, accréditant selon les autorités la thèse d'un tueur en série isolé. Une centaine d’enquêteurs sont mobilisés pour tenter de percer le mystère de la série de quatre crimes commis en moins de cinq mois dans le département. La police judiciaire lance, le vendredi 6 avril 2012 en soirée, un appel à témoin. Elle souhaite retrouver la trace, dans « l'ouest parisien », d'une moto Suzuki bleue et blanche de type GSX-R 750, un modèle de l’année 2001 ou 2002. L'engin aurait un passage de roue arrière blanc, une coque arrière ainsi que le capot de selle également de couleur blanche. Deux feux sont incrustés dans le passage de roue. Le pot d’échappement est de couleur noire. Cette moto aurait servi au tueur en série pour s'enfuir. Les policiers remontent jusqu'à lui en épluchant le fichier des cartes grises des Suzuki GSX-R, d'où ressort un nom, Yoni Palmier, dont l'adresse sur sa carte ne correspond pas à celle de son domicile. Ce dernier avait en effet utilisé des papiers volés pour établir la carte grise de sa moto.
Le 14 avril 2012, Yoni Palmier, né le 24 décembre 1978 à Montmorency, est arrêté. Au bout de deux jours de garde à vue, il reconnaît le meurtre de Nathalie Davids et conduit les enquêteurs à un box à Draveil où il retrouvent deux pistolets 7,65. Déféré devant la juge d'instruction, Yoni Palmier est mis en examen et placé en détention préventive, le 27 avril 2012, pour les quatre assassinats en raison des éléments suivants :
- l'ADN de Yoni Palmier est le seul présent sur l'arme utilisée ;
- Yoni Palmier a loué un box dans le parking de l’immeuble où ont été tués Nathalie Davids, le 27 novembre 2011 et Jean-Yves Bonnerue, le 22 février 2012 à Juvisy-sur-Orge ;
- Yoni Palmier a résidé jusqu’en 2005, rue Pierre-Brossolette à Ris-Orangis. Une adresse située à deux pas des lieux du meurtre de Marcel Brunetto, 81 ans, tué dans cette rue ;
- enfin, l’immeuble de Grigny dans lequel a été abattue Nadjia Lahcène se trouve à moins de 800 m d’un box loué par Yoni Palmier à Viry-Châtillon. Un box où une moto Suzuki GSX-R, un scooter, un casque et un blouson ont été retrouvés. Ce deux-roues et ces vêtements correspondent, selon plusieurs témoins, à ceux du tueur de l’Essonne[10],[11],[12],[13].

Il est ensuite mis en examen pour le quatrième meurtre, celui de Nathalie Davids. Initialement, c'est Michel Courtois qui avait été mis en examen pour le meurtre de cette femme qui était sa maîtresse. Ce dernier a depuis été totalement blanchi mais éprouve beaucoup de difficultés à retrouver une vie normale après de très longs mois d'incarcération,,. Contraint de vivre au RSA, il obtient de la justice 18 000 euros au titre du préjudice moral et matériel (il réclamait 600 000 €) ainsi que 34 300 euros au titre de ses frais d'avocat.
Lors des différents interrogatoires, le suspect va montrer une attitude désinvolte et peu coopérative envers les policiers enquêteurs, avocats, le procureur et les deux juges d'instruction. Il tient des propos brouillons voire confus, essayant de diluer sa responsabilité et pointant celle d'un mystérieux "groupement" qui le manipulerait depuis longtemps. De fait, après une jeunesse difficile, il s'est peu à peu renfermé pour ne pas dire enfermé dans un monde qui lui est propre, et beaucoup des gens qui le connaissaient confirmeront qu'il avait un comportement étrange. Les mêmes personnes diront en revanche leur surprise d'apprendre qu'il soit capable de piloter une moto de sport puissante alors qu'il prétendait ne pas savoir conduire un scooter et qu'il se déplaçait avec une simple voiturette sans permis. Une experte qui l'examinera en détention expliquera qu'il a fréquenté des milieux sectaires et flirté avec le mysticisme, d'où son originalité et la présence chez lui de nombreux troubles obsessionnels compulsifs. Cependant, il est jugé responsable de ses actes et à ce titre accessible à une sanction pénale.

### Détention provisoire
- Le 22 janvier 2013, Yoni Palmier est transféré à l'hôpital de la prison de Fresnes à la suite d'un problème d'épaule, où il tente de s'évader : « les surveillants ont découvert dans sa cellule un drap de 6,50 m, un couteau artisanal, 125 € en liquide et un crochet métallique »[18].
- Le  19 juin 2014, il est roué de coups par plusieurs codétenus dans la cour de promenade de la prison de Meaux-Chauconin[19].

### Procès

#### Cour d'assises de première instance
Le 31 mars 2015, le procès de Yoni Palmier s'ouvre devant la cour d'assises d'Evry. Il a alors 36 ans. Ses amis décrivent un marginal sans emploi, un personnage sombre et violent. Sa seule ex-maîtresse, Valérie, parle d'actes sexuels violents qui la faisaient saigner. Il n'aura ensuite plus qu'une courte relation homosexuelle avec un voisin,,.
Durant le procès, Yoni Palmier s'exprime de façon très confuse. Il reconnaît, à demi-mot, être le coupable du premier meurtre, celui de Nathalie Davids.
Le 16 avril 2015, Yoni Palmier est condamné à la réclusion criminelle à perpétuité, avec une période de sûreté de 22 ans, la peine maximale prévue par le code pénal. La cour a prononcé aussi une rétention de sûreté, disposition rarissime entrée en vigueur en 2008 permettant de réévaluer chaque année la libération d’un condamné une fois sa peine purgée. C'est, en théorie, la peine la plus lourde prononçable dans le cadre du code pénal,,. Elle correspond, en quelque sorte, à la « perpétuité réelle ».

#### Cour d'assises d'appel
Le 14 mars 2017, le procès en appel de Yoni Palmier débute, devant la cour d'assises de Paris. Dès le début du procès, interrogé par le président, l'accusé déclare reconnaître avoir commis les quatre assassinats.
Le 29 mars 2017, Yoni Palmier, 38 ans, est reconnu coupable et de nouveau condamné à la réclusion criminelle à perpétuité avec 22 ans de sureté mais sans rétention de sureté,.
Détenu depuis avril 2012, Yoni Palmier pourra demander une libération conditionnelle au bout de 22 ans d'incarcération, en avril 2034.

### Articles de presse
- Yoni Palmier condamné en 2004 pour « violences aggravées » contre ses parents, France-Soir.
- Laurent Borredon, « Interrogations sur l’itinéraire du principal suspect des meurtres de l’Essonne », 17 avril 2012, Le Monde.
- « Meurtres de l'Essonne: un corbeau innocente Yoni Palmier », 21 septembre 2012, L'Express.
- Philippe Romain, « Tueur de l'Essonne : une mystérieuse lettre », 21 septembre 2012, Le Figaro.
- Stéphane Joahny, « Il y a un an... le tueur de l'Essonne », 18 avril 2013, Le Journal du dimanche.

### Documentaires télévisés
- « Un tueur rôde en bas de l'immeuble : l'affaire Courtois » (premier reportage) le 18 juin 2014 dans Enquêtes criminelles : le magazine des faits divers sur W9.
- « Le tueur de l'Essonne » (premier reportage) dans « ... en Ile-de-France » le 18 et 25 février et 12 mars 2013, 15, 22 et 30 décembre 2014 dans Crimes sur NRJ 12.
- « Yoni Palmier, le tueur de l'Essonne » diffusé le 30 janvier 2019 dans Faites entrer l'accusé présenté par Frédérique Lantieri sur France 2.
- « Affaire Yoni Palmier, hasards meurtriers » diffusé le 1er avril 2023 dans Au bout de l'enquête, la fin du crime parfait ? présenté par Marie Drucker sur France 2.

### Émissions radiophoniques
- « Les meurtres de l'Essonne » le 4 décembre 2014, « Le procès du tueur de l'Essonne » le 20 avril 2015 et « Yoni Palmier, le tueur de l'Essonne » le 10 mars 2017 dans L'Heure du crime de Jacques Pradel sur RTL.
- « Le tueur de l'Essonne » le 28 novembre 2019 dans Hondelatte raconte de Christophe Hondelatte sur Europe 1.